# 文格里河
文格里河（俄语：Река Венгери）是萨哈林州诺格利基区的河流，源起纳比尔山脉分水岭山北坡，穿过山区，长48公里，流域面积312平方公里，注入鄂霍次克海。河口附近宽23米，深0.8米。流域内多云杉林、冷杉林和桦林。

## 引用
1. ↑  М·Г·瓦西科夫斯基. . 列宁格勒: 气象出版社. 1973 （俄语）.
2. ↑  . 国家水登记系统.   [2023-10-12]. （原始内容存档于2016-04-08）.